# 塞尔东 (安省)
塞尔东（法語：Cerdon，法語發音：[sɛʁdɔ̃]）是法国东部安省的一个市镇，属于楠蒂阿区。

## 地理
塞尔东（46°4'50"N, 5°27'57"E）面积12.3 平方千米，位于法国奥弗涅-罗讷-阿尔卑斯大区安省，该省份为法国东部省份，北起汝拉省，西北接索恩-卢瓦尔省，西接罗讷省和里昂大都会，南至伊泽尔省，东与萨瓦省、上萨瓦省和瑞士接壤。
与塞尔东接壤的市镇（或旧市镇、城区）包括：布瓦约-圣热罗姆、科尔利耶、伊兹纳沃、拉巴尔姆、梅里尼亚、蓬桑、圣阿尔邦、维约迪兹纳沃。

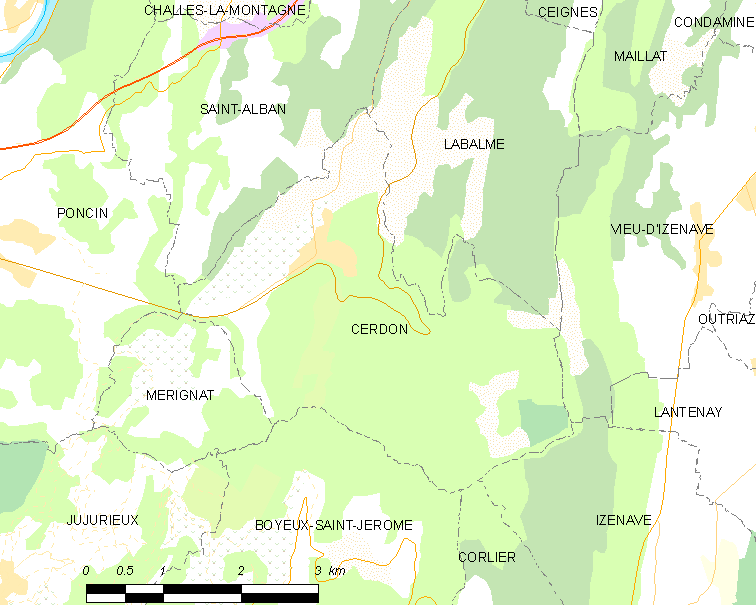
的OSM定位图

塞尔东的时区为UTC+01:00、UTC+02:00（夏令时）。

## 行政
塞尔东的邮政编码为01450，INSEE市镇编码为01068。

## 政治
塞尔东所属的省级选区为蓬丹县。

## 人口

1962-2008年间人口变化图示

塞尔东于2022年1月1日时的人口数量为755人。